# Emmanuel Bassoleil
Emmanuel Bassoleil (Dijon, 13 de setembro de 1961), é um chef de cozinha francês radicado no Brasil.  Foi criado em Auxonne, cidade de oito mil habitantes.  Entrou para a Escola Técnica de Hotelaria de Dijon em 1977 onde estudou por dois anos com passagens pela Hostellerie du Château de Bellecroix, em Chagny na Borgonha, um belo castelo do século XVIII.

## Início
A culinária sempre esteve presente na vida de Bassoleil.  Sua mãe era excelente cozinheira e seu pai grande connaiseur de vinhos e gourmet e sua carreira não podia ser diferente.
Depois da Escola Técnica de Hotelaria de Dijon, ele se mudou para Mercury onde trabalhou por um ano no Hostellerie du Val d'Or.
Nesses dois lugares, cotados com uma estrela no Guia Michelin, recebeu ao mesmo tempo, uma formação de cozinha clássica e regional.
Em 1980 resolveu aprender um novo tipo de cozinha: Nouvelle Cuisine Française, muito em moda na época.
Em um ano e meio entre o Lameloise, em Chagny, e o Troisgros, em Roanne - dois grandes mestres da culinária francesa, com três estrelas no Guia Michelin e nota máxima em todos os guias gastronômicos - ele aprendeu tudo sobre essa nova cozinha mais leve, bonita e técnica, mais variada, sofisticada e criativa.

## Pelo mundo
Passou um ano de serviço militar na Alemanha, como cozinheiro particular do General do regimento.  Esteve em Israel na inauguração do Club Med de Eilat onde permaneceu por seis meses.  Retornou à França num navio como sous-chef, responsável por uma brigada de 50 cozinheiros, confeiteiros, açougueiros e padeiros.  Depois disso, viajou durante três anos como "chef de cuisine" em um navio de cruzeiro, dando duas voltas ao redor do mundo.
Ao voltar de Baden Baden, em 1983, decidiu conhecer melhor Paris, trabalhando.
Durante os seis meses passados no Au Pressoir, na época cotado com duas estrelas no Guia Michelin, hoje um bistrô chique da capital, conheceu Gaston Lenôtre, o grande confeiteiro francês. Não perdeu a oportunidade de descobrir os segredos desse grande pâtissier e transferiu-se para o Pré-Catelan, o magnífico restaurante de Bois de Boulogne.

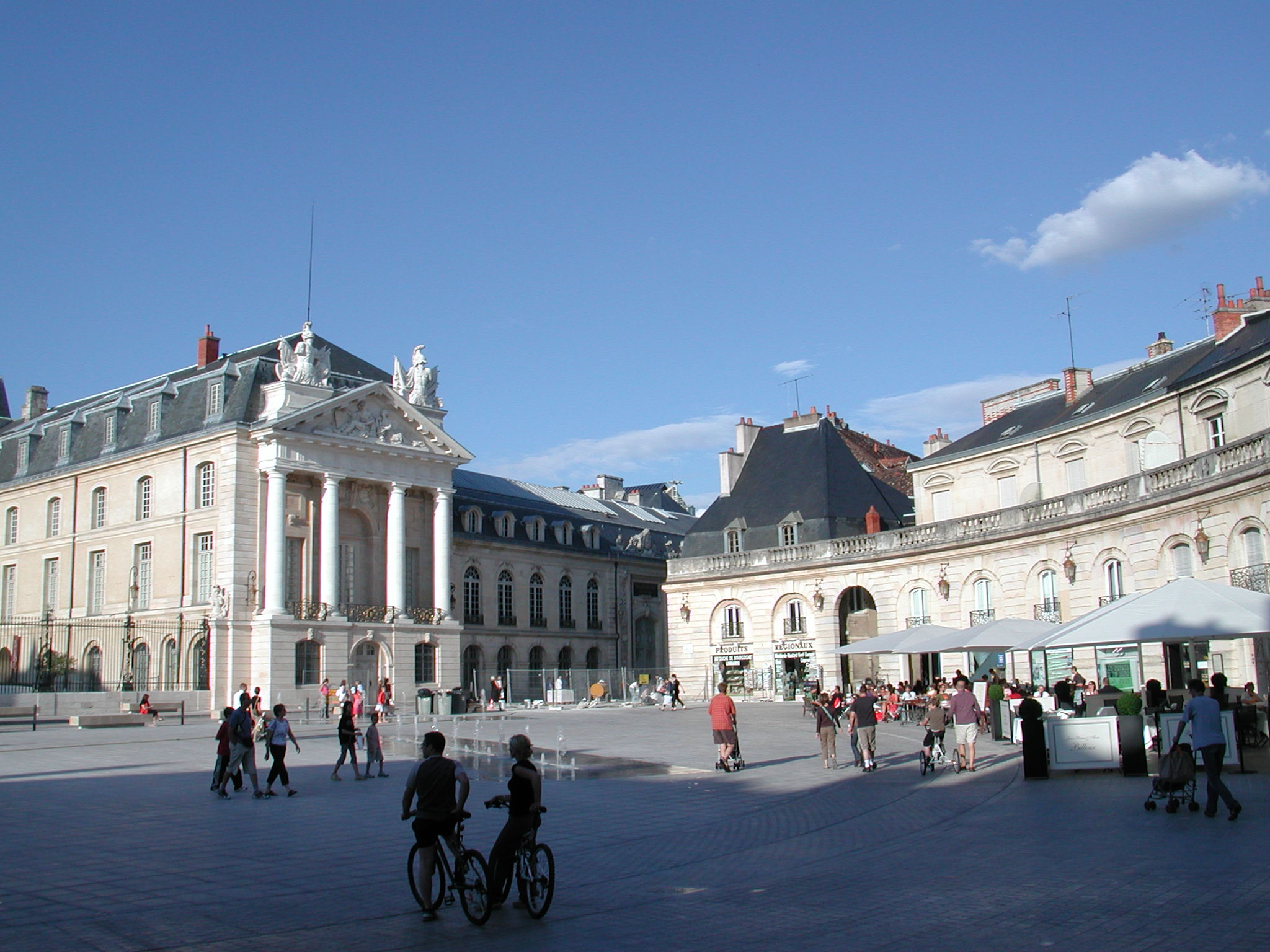
Vista do Palacio Ducale de Dijon

Acompanhou seu Chef du Cuisine e uma parte da equipe do Pré-Catalan a Saint-Tropez, onde ficou durante dez meses representando o trabalho de Lenôtre no Byblos, o mais descontraído palácio da Côte d'Azur.
Retornou a Paris onde trabalhou por seis meses no Ambassade d'Auvergne, cotado com uma estrela no Guia Michelin, um restaurante típico da região central da França.  Durante esse período ele recebeu a proposta para seu primeiro cargo de Chef du Cuisine: tinha 23 anos e todo um aprendizado de cozinhas tão diferentes. Trabalhou até março de 1985 no La Langousterie, um restaurante de peixes e frutos do mar em Montparnasse.
Depois de algumas escalas no Brasil, mais precisamente no Rio de Janeiro, ele se encontrou com Claude Troisgros que o levou a dirigir a cozinha do Restaurante Roanne de São Paulo onde ficou durante 14 anos como chef-proprietário.   Foi eleito "Chef do Ano" duas vezes pelo Guia Quatro Rodas: em 1993 e 2001.  Ainda em 1993, o Roanne conseguia a sua terceira estrela no guia.
Em 1994 foi escolhido para fazer parte da Euro-Toques, uma confraria que congrega os melhores chefs europeus, juntamente com Laurent Suaudeau, o italiano Luciano Bossegia e o suíço Christophe Besse.
Em maio de 1995, fundou a Associação Brasileira da Alta Gastronomia (ABAGA), cujo objetivo principal é congregar, incentivar e valorizar os profissionais da área, onde permaneceu por sete anos como vice-presidente.
Desde 2001, Bassoleil é o Chef Executivo do Restaurante Skye (Hotel Unique) em São Paulo.
Sob seu comando o Skye foi eleito, em 2006, um dos 9 melhores restaurantes de hotel do mundo pela revista Hotel's Magazine.
De 2000 a 2004 foi sócio-proprietário do Bar Azucar e Azur.  Atualmente é diretor superintendente da “Chefe Cook Assessoria de Cozinhas S/C Ltda” e, desde 2001, chef executivo do Restaurante Skye do Hotel Unique, em São Paulo.

## Prêmios
Além de duas vezes Chef do Ano, Bassoleil foi agraciado com os seguintes prêmios:

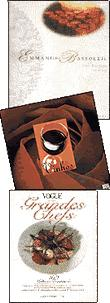
Livros de Emmanuel Bassoleil

- É o primeiro chef no Brasil a receber a Ordem da Academia de Culinária da França, em 1998.
- Comenda do Mérito Profissional em Gastronomia 2002 pela Academia Brasileira de Arte Cultura e História
- Prêmio Food Service Nutri News 2002 pelo Projeto Gastronômico Bassoleil
- Top of  Business, os melhores do ano de 2002
- Prêmio Personalidade Da Gastronomia 2004, pela revista Prazeres da Mesa

## Livros
- Uma Cozinha sem Chef - DBA Melhoramentos - 1994
- Sabores da Borgonha - Senac Nacional - 2007